# Ассоциация революционного искусства Украины
Ассоциа́ция революцио́нного иску́сства Украи́ны (АРИУ) — творческое объединение художников УССР, созданное в 1925 году.

## Общие сведения
Ассоциация революционного искусства Украины основана в 1925 году в Киеве. Имела филиалы в Харькове, Одессе, Екатеринославе, некоторых городах Донбасса. Объединяла художников разных творческих течений и групп. АРИУ и её филиалы проводили широкую выставочную деятельность.

## Взгляды на искусство
АРИУ отстаивала органическое врастание искусства в быт, сочетание его с жизнью, рассматривала прикладное и изобразительное искусство как равноценное и равноправное. Предпочтение отдавалось монументальной живописи перед станковой. Отстаивая национальное своеобразие, самобытность украинского искусства, АРИУ призывала к уходу от местечкового провинциализма, использованию лучших достижений мирового искусства.

### Бойчукизм
Художественное течение, которое доминировало в ассоциации, получило название по имени идейного руководителя АРИУ, М. Бойчука — бойчукизм. Основой концепции бойчуковского развития нового искусства стало обращение к традициям византийской и итальянской монументальной живописи, а также древнерусской иконописи, как первоисточника украинской национальной формы.

## Участие в АРИУ
Среди членов АРИУ были: А. Богомазов, Д. Бурлюк, А. Довгаль, В. Ермилов, С. Налепинская, И. Падалка, В. Пальмов, С. Прохоров, В. Седляр, А. Хвостенко-Хвостов, М. Шаронов.
Некоторое время в ассоциацию входили: Н. Бурачек, Н. Глущенко, И. Дайц, В. Касиян, Б. Кратко,
В. Меллер.

## Организационные перемены
В 1927 году часть художников вышла из АРИУ и основала Объединение современных художников УССР. В 1930 году очередная группа вышедших создала объединение «Октябрь». В 1931 некоторые члены «Октября» и АРИУ, совместно с Ассоциацией художников Красной Украины основали Всеукраинскую ассоциацию пролетарских художников (ВУАПХ).

## Ликвидация ассоциации
АРИУ, как и остальные творческие организации, была распущены в 1932 году в соответствии с постановлением ЦК ВКП(б) «О перестройке литературно-художественных организаций» от 23 апреля 1932 года.